# Colias chrysotheme
Colias chrysotheme är en fjärilsart som först beskrevs av Eugen Johann Christoph Esper 1777.  Colias chrysotheme ingår i släktet Colias och familjen vitfjärilar. Inga underarter finns listade i Catalogue of Life.

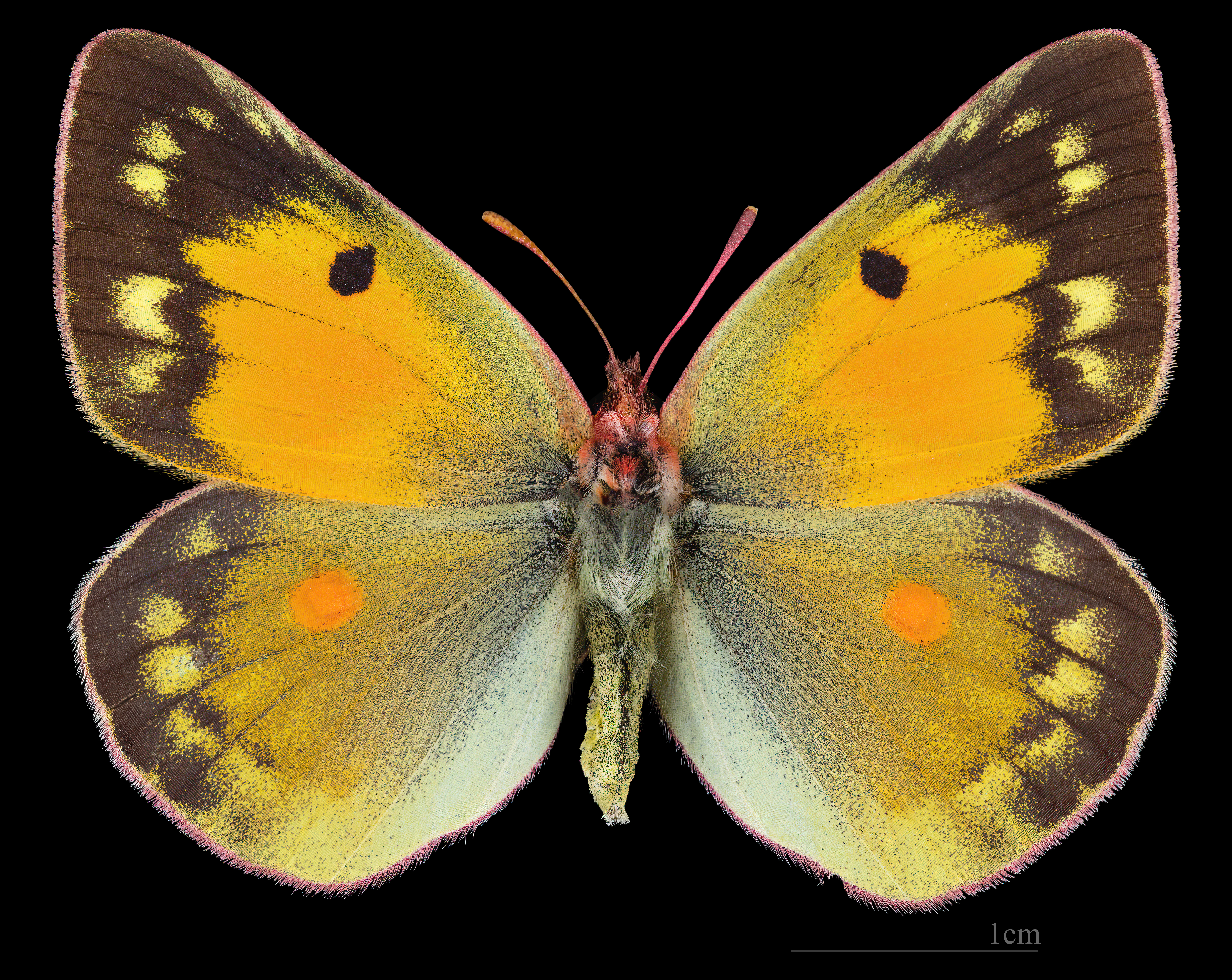
Colias chrysotheme ♀
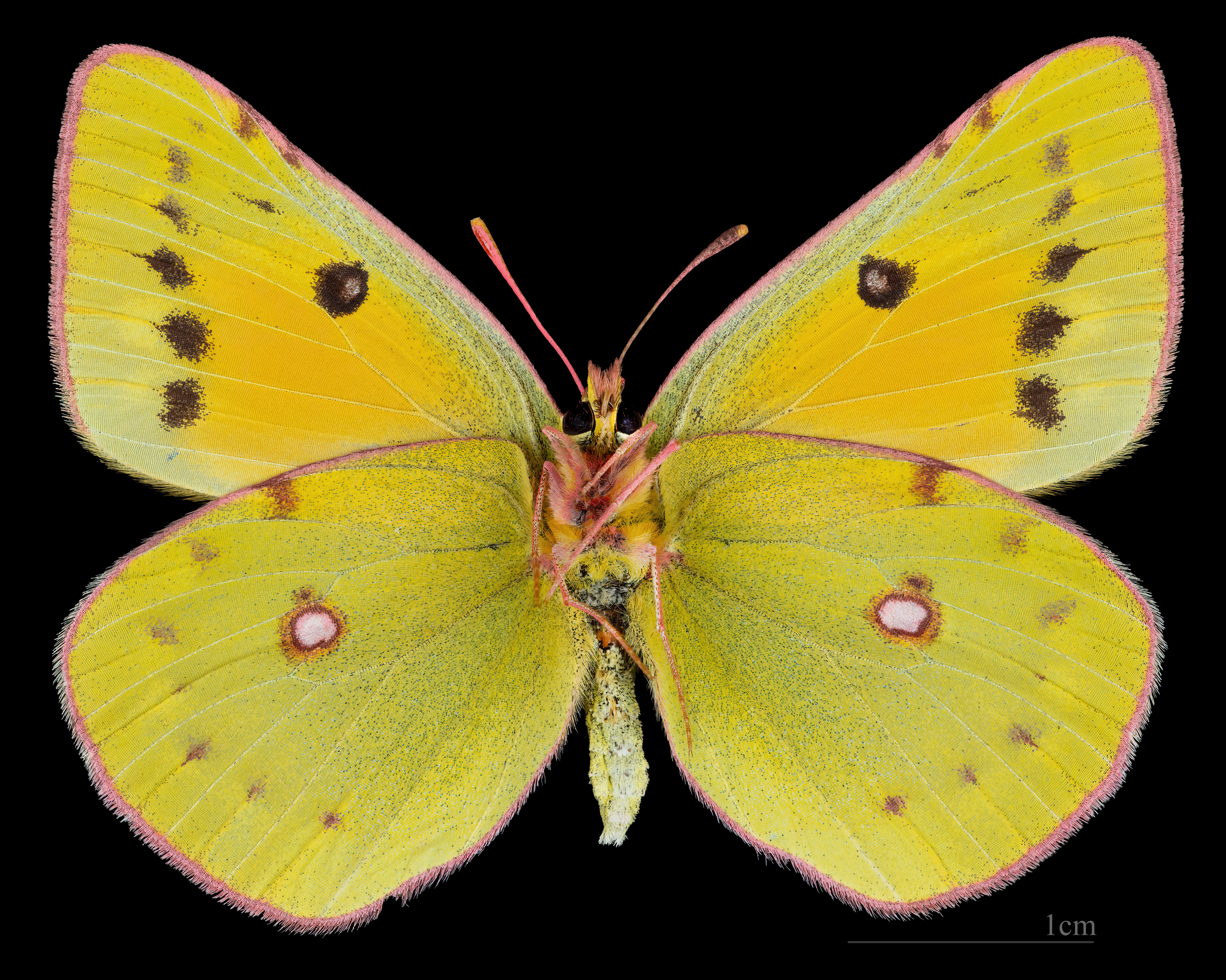
Colias chrysotheme ♀ △

## Bildgalleri

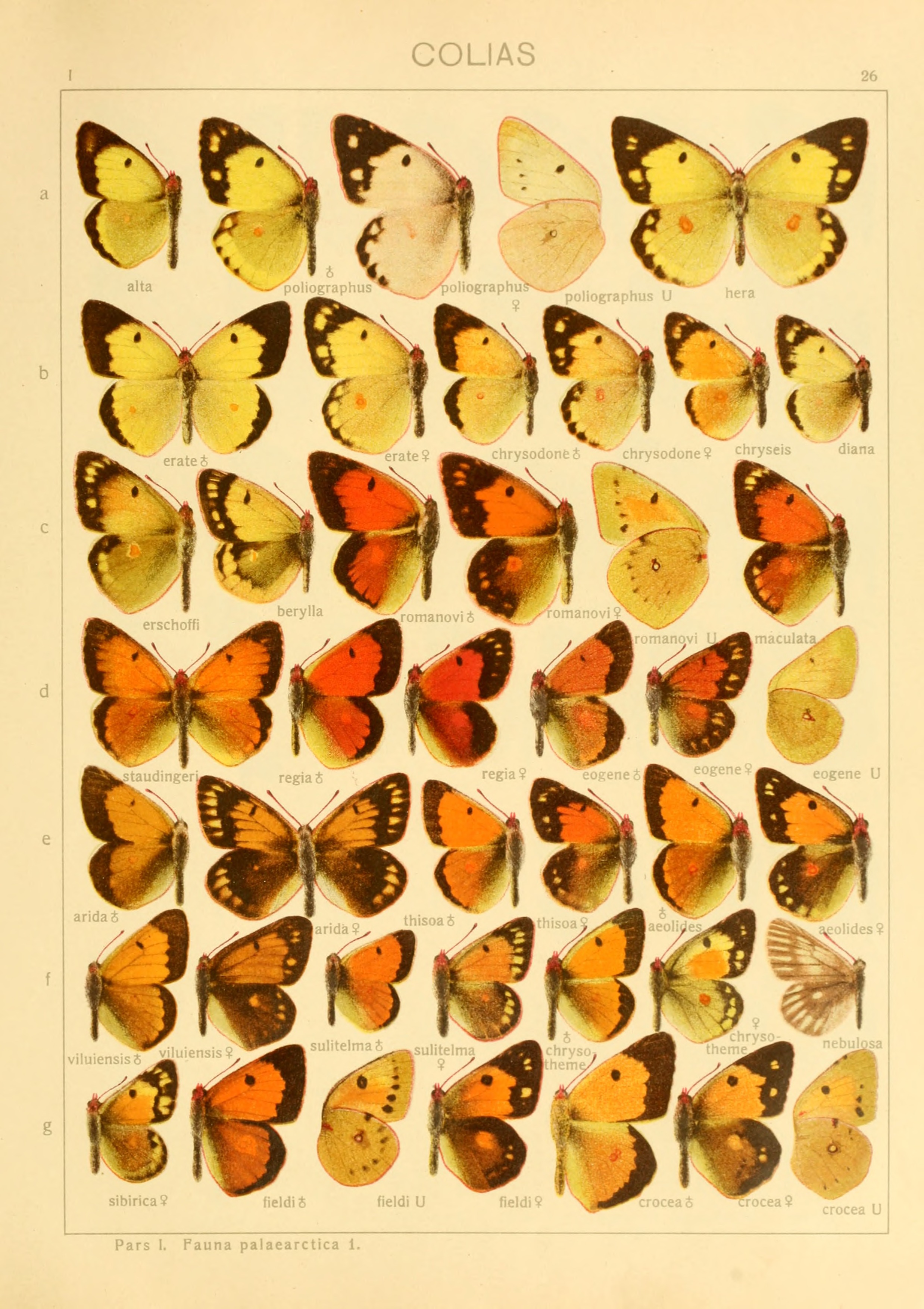